# Curuá
Curuá est une municipalité brésilienne située dans l'État du Pará.